# Sân bay Lokichogio
Sân bay Lokichogio (IATA: LKG, ICAO: HKLK) là một sân bay ở thị trấn Lokichogio, Kenya.

## Hãng hàng không và điểm đến
| Hãng hàng không           | Các điểm đến                          |
| ------------------------- | ------------------------------------- |
| Aircraft Leasing Services | Lodwar, Nairobi–Wilson, Rumbek        |
| East African Safari Air   | Nairobi–Jomo Kenyatta, Nairobi–Wilson |